# Matthaeus Pipelare
Matthaeus Pipelare (* um 1450; † um 1515) war ein franko-flämischer Komponist und Chormeister der Renaissance.

## Leben und Wirken
Nachdem der Name „Matthaeus“ mit sehr hoher Wahrscheinlichkeit der Taufname des Komponisten war, ist seine Identität gegenüber Musikern seiner Zeit mit ähnlichem Familiennamen gesichert. Sichere Informationen über seinen Lebenslauf sind insgesamt sehr spärlich. Musikhistoriker vermuten, dass er aus Löwen stammen könnte, doch gibt es dafür noch keine Belege. Aus den Rechnungsbüchern seiner späteren Anstellung geht hervor, dass er, aus Antwerpen kommend, am 14. März 1498 seinen Dienst in der Illustre Lieve Vrouwe Broederschap (Marienbruderschaft) in ’s-Hertogenbosch angetreten hat und in dieser Stellung bis 30. April 1500 gewirkt hat. Alle weiteren Aussagen zu seinem Leben sind allenfalls plausible Vermutungen, aber ohne echte Belege.
So deutet Pipelares Messe „Floruit egregius infans Livinius in actis“ nach Meinung der Musikforscherin Mary Jennifer Bloxam (1991) darauf hin, dass er vor seiner Tätigkeit bei der Marienbruderschaft, vielleicht in den 1460er oder 1470er Jahren, in der Stadt Gent in Diensten war, weil dort der heilige Livinius zu den Hauptheiligen der dortigen Liturgie gehört hat und dort auch die in Pipelares Messe verwendeten Choräle in Gebrauch waren. Jedoch wurde Livinius auch in anderen Städten der damaligen Niederlande verehrt, wo die gleichen Choräle gesungen wurden, z. B. in Zierikzee. Immerhin hat Pipelare wie der aus Gent stammende Jacob Obrecht Messen komponiert, die mehrere Cantus firmi gleichzeitig verwenden. Weitere Vermutungen leiten sich aus Stil und Überlieferung der Messe „Fors seulement“ her, nämlich einem Bezug dieser Komposition zu der bevorstehenden Kaiserwahl von Karl V. im Jahr 1519 und einer Beziehung des Komponisten zum habsburgischen Hof in den damaligen Niederlanden. Belegt ist ein solcher Zusammenhang jedoch nicht.
Aus der Schreibwerkstatt von Petrus Alamire stammen drei Handschriften, in denen der Name von Matthaeus Pipelare mit einem Kreuz versehen ist; in der vermutlich ältesten dieser drei sind dem Kreuz die Worte „pie memorie“ vorangestellt. Nachdem diese Handschrift auf die Jahre zwischen 1512 und 1516 datiert wird, muss der Komponist nach 1510, aber vor 1516 verstorben sein.

## Bedeutung
Gewisse Kompositionsmerkmale bei Pipelares Messen entsprechen der Epoche nach Antoine Busnoys (Jacob Obrecht, Josquin, Pierre de la Rue und andere) mit konservativen, nicht italienisch beeinflussten Stilmerkmalen. Von Imitationen macht er nur sparsam Gebrauch; ist ein Anfangsmotiv vorhanden, beschränkt er sich in der Regel darauf, insbesondere wenn Abschnitte nur zweistimmig sind, wie in den häufigen Duetten. Kurze, kadenzlich abgegrenzte und tonartlich klar konturierte kontrapunktische Episoden sind typisch bei ihm, auch Sequenzen und Ostinati. Eine deutliche Ausnahme stellt die Missa da feria dar, wo ein erkennbares Streben nach Straffung zu einer ausgiebigen akkordischen Deklamation führt und der Komponist sich von den zuvor beschriebenen Techniken entfernt. In seinen Motetten (ohne Magnificat) und in einer der Credo-Vertonungen treten die beschriebenen Stilmerkmale weniger konsequent auf (weniger Sequenzen und Ostinati etc.). Das vorrangig auftretende Cantus-firmus-Prinzip durchdringt nur selten eine ganze Komposition; auch Parodien werden nur selten angewandt. Die Chansons von Matthaeus Pipelare entsprechen dem homophonen Stil der weltlichen Musik, wie er zwischen 1490 und 1510 üblich war; eine feste Form hat beispielsweise nur die französische Chanson „Ballade Vray dieu d’amours“.
Die meisten Werke Pipelares fanden keine große Verbreitung; eine beachtliche Ausnahme davon waren die Messe „L’homme armé“ sowie Messe und Chanson (2. Fassung) über „Fors seulement“, die in bis zu 13 Exemplaren überliefert sind und bis in die 1530er Jahre aufgeführt wurden. Erwähnt wurde Pipelare von dem Autor Claudius Sebastiani (* 1540) in seinem „Bellum musicale“ (Straßburg 1563) und vor allem von dem Musiktheoretiker Andreas Ornitoparchus (um 1490 – um 1517) in seiner Schrift Musicae activae micrologus (Leipzig 1517), in der er ihn einen der sieben außergewöhnlich fähigen Komponisten nennt, deren Werke „aus dem Springquell der Künste geflossen sind“.

## Werke
Gesamtausgabe der Werke: Matthaeus Pipelare, Opera omnia, drei Bände, herausgegeben von R. Cross, ohne Ortsangabe 1966–1967 (= Corpus mensurabilis musicae Nr. 34, Band 1: Motetten und weltliche Werke, Band 2 und 3: Messen)
- Messen und Messesatz
  - Missa de feria zu vier Stimmen
  - Missa „Dicit Dominus: Nihil tuleritis in via“ zu vier Stimmen, Cantus firmus: Tenor einer wahrscheinlich polyphonen Komposition
  - Missa „Floruit egregius infans Livinius in actis“ zu vier Stimmen, Cantus firmus und Texte aus dem Offizium des heiligen Livinius
  - Missa „Fors seulement“ zu fünf Stimmen, Cantus firmus aus Pipelares gleichnamiger Chanson (2. Fassung)
  - Missa „Johannes Christi care“ / „Ecce puer meus“, Cantus firmus: Sequenz und Antiphon für den heiligen Evangelisten Johannes
  - Missa „L’homme armé“ zu vier Stimmen
  - Missa „Mi mi“ zu vier Stimmen
  - Missa „Omnium carminum“ zu vier Stimmen (Fragment, nur Altus und Bassus erhalten)
  - Missa sine nomine (I) zu vier Stimmen
  - Missa sine nomine (II) zu vier Stimmen
  - Credo de Sancto Johanne Evangelista zu fünf Stimmen, Cantus firmus: Antiphon für den heiligen Evangelisten Johannes
- Motetten
  - „Ave castissima“ zu vier Stimmen (Text: nur Textinzipit)
  - „Ave Maria [...] virgo serena“ zu fünf Stimmen (Contratenor II verschollen, aber rekonstruiert)
  - „Exortum est in tenebris“ zu vier Stimmen (= „Fors seulement“ II)
  - „Hic est vere martyr“ zu vier Stimmen (nur als Tabulatur erhalten)
  - „Laudate, pueri, Dominum“ zu vier Stimmen (= „Osanna“ der Missa sine nomine I)
  - Magnificat tertii toni zu vier Stimmen (nur geradzahlige Verse vertont)
  - „Memorare mater Christi“ zu sieben Stimmen (Cantus firmus: Tenor von „Nunca fué pena major“ von Johannes Urreda)
  - „Salve regina“ zu fünf Stimmen (nur geradzahlige Verse vertont)
  - „Sensus carnis mors es“ zu drei Stimmen (= Agnus Dei II der Missa „Mi mi“)
  - „Virga tua et baculus tuus“ zu zwei Stimmen (wahrscheinlich Fragment einer verschollenen Missa).
- Flämische Lieder und französische Chansons
  - „Een vrolic wesen“ zu vier Stimmen (Sopran = Sopran der gleichnamigen Chanson von Jacques Barbireau)
  - „Fors seulement“ (I) zu vier Stimmen (Alt = Tenor der gleichnamigen Chanson von Johannes Ockeghem)
  - „Fors seulement“ (II) zu vier Stimmen
  - „Ic weedt een molenarinne“ zu vier Stimmen (Paraphrase eines Volkslieds)
  - „Mijns liefskins bruyn ooghen“ zu drei Stimmen
  - „Morkin ic hebbe“ zu vier Stimmen (Text: nur Textinzipit)
  - „Vray dieu d’amours confortez l’amoureux“, ballade zu vier Stimmen (Text: nur Textincipit; in 2 Versionen erhalten).
- Nicht identifizierte, verlorene, zweifelhafte und unechte Werke
  - Magnificat (tertii toni?) und eine Messe zu drei Stimmen, genannt im Inventar der Bibliothek von R. Fugger dem Jüngeren
  - Missa „super Pipilare“ zu acht Stimmen, anonym, ehemalige Stadtbibliothek Breslau; abgesehen vom Titel kann die Messe aus stilistischen und chronologischen Gründen (Manuskript: 1597) Pipelare nicht zugeschrieben werden
  - „Vray dieu quel paine“, teilweise Pipelare, teilweise Loyset Compère („Gaspart“) zugeschrieben, wahrscheinlich nicht von Pipelare